# 지원자 관리 시스템
지원자 관리 시스템(Applicant Tracking System, ATS)은 채용 및 채용 요구 사항을 전자적으로 처리할 수 있는 응용 소프트웨어다. ATS는 조직의 요구 사항에 따라 엔터프라이즈 또는 소규모 사업 레벨에서 무료 및 오픈 소스 ATS 소프트웨어도 이용할 수 있다. ATS는 고객 관계 관리(customer relationship management, CRM) 시스템과 매우 비슷하지만 채용 추적 목적으로 설계되었다. 대부분의 경우 키워드, 기술, 전 고용주, 경력, 재학 중인 학교 등 주어진 기준에 따라 지원서를 자동으로 필터링한다. 이로 인해 많은 사람들이 이력서를 작성 및 포맷할 때 검색 엔진 최적화에 사용된 것과 유사한 이력서 최적화 기법을 채택하고 있다.
1. ↑  Weber, Lauren (2012년 1월 24일). “Your Résumé vs. Oblivion”. 《The Wall Street Journal》. 2020년 3월 12일에 확인함.